# Chambave
Chambave é uma comuna italiana da região do Vale de Aosta com cerca de 945 habitantes. Estende-se por uma área de 21 km², tendo uma densidade populacional de 45 hab/km². Faz fronteira com Champdepraz, Fénis, Pontey, Saint-Denis, Verrayes.

## Demografia
| Variação demográfica do município entre 1861 e 2011                               |
|                                                                                   |
| Fonte: Istituto Nazionale di Statistica (ISTAT) - Elaboração gráfica da Wikipedia |